# Goniolimon incanum
Goniolimon incanum är en triftväxtart som först beskrevs av Carl von Linné, och fick sitt nu gällande namn av Frank Nigel Hepper. Goniolimon incanum ingår i släktet Goniolimon och familjen triftväxter. Inga underarter finns listade i Catalogue of Life.